# Manuel Maurozomes
Manuel Komnenos Maurozomes (mittelgriechisch Μανουήλ Κομνηνός Μαυροζώμης; † um 1230) war ein byzantinischer Aristokrat und Separatist in Kleinasien nach dem Fall Konstantinopels im Vierten Kreuzzug. Er war der Schwiegervater des Seldschukensultans Kai Chosrau I.

## Leben
Manuel war wahrscheinlich ein Sohn des Mesazon und Archon von Monemvasia Theodoros Maurozomes, der 1176 als General an der für Byzanz verheerenden Schlacht bei Myriokephalon teilgenommen hatte. Durch seine Mutter, eine illegitime Tochter Kaiser Manuels I., gehörte er der Herrscherfamilie der Komnenen an.
Als der abgesetzte Sultan Kai Chosrau I. um 1200 nach Konstantinopel ins Exil ging, trug Manuel Maurozomes dem seldschukischen Chronisten Ibn Bībī zufolge die hohe Hofwürde eines Kaisars. Kai Chosrau ließ sich unter der Patenschaft von Kaiser Alexios III. taufen und heiratete Maurozomes’ Tochter.
Ebenso wie Alexios III. flohen auch Manuel Maurozomes und sein Schwiegersohn im Juli 1203 vor den Kreuzfahrern. Nach dem Fall Konstantinopels und dem Tod von Kai Chosraus Bruder Suleiman II. (1204) kehrte Kai Chosrau zusammen mit Maurozomes nach Ikonion zurück, setzte seinen Neffen Kılıç Arslan III. ab und regierte ab 1205 wieder als Sultan.
Mit Unterstützung der Seldschuken versuchte Maurozomes sich als Machthaber im Mäandertal in Phrygien zu etablieren. Dies rief die von Theodor Laskaris geführte byzantinische Exilregierung von Nikaia auf den Plan, die Maurozomes’ türkischen Truppen im Sommer 1205 eine entscheidende Niederlage zufügte. Kai Chosrau einigte sich im Frühjahr 1206 vertraglich mit Theodor, seinem Schwiegervater eine Domäne im oberen Mäandertal mit den wohlhabenden Städten Chonai und Laodikeia zu überlassen.
Manuel Maurozomes, der bis zu seinem Tod seldschukischer Vasall blieb, spielte als Emir Komnenos im Herrschaftsapparat des Sultanats eine einflussreiche Rolle. So stellte er 1220 die Thronfolge seines Enkels Kai Kobad I. sicher und nahm auch an den Feldzügen gegen das Armenische Königreich von Kilikien teil. Seine Nachkommen, die ihren christlichen Glauben behielten, waren bis zum Ende des 13. Jahrhunderts am seldschukischen Hof präsent.